# 德意志邦聯憲法 (1815年)

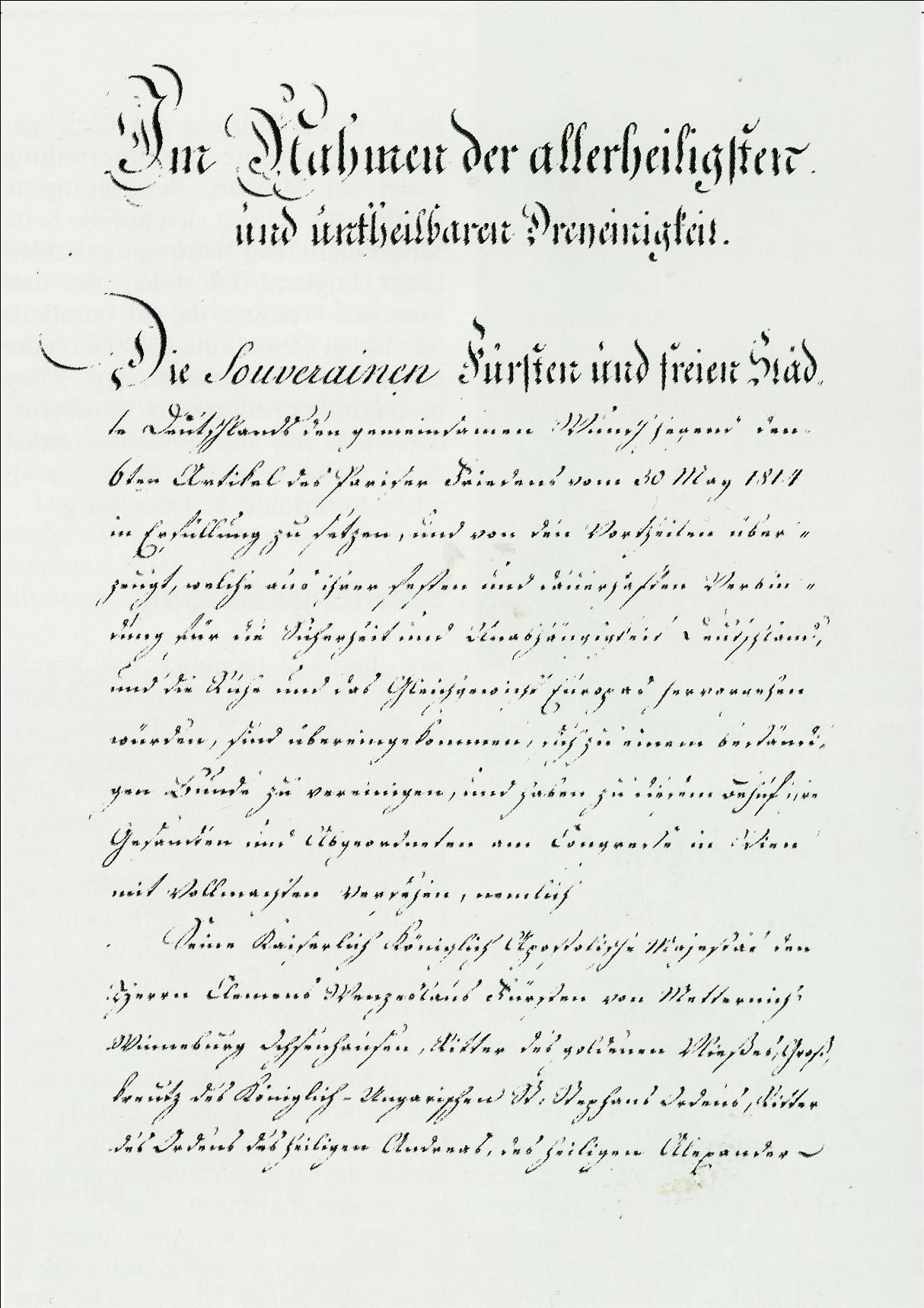
德意志邦聯憲法內容

德意志邦聯憲法或德意志邦聯法（德語：Deutsche Bundesakte）是在維也納會議法案通過的前一天頒布的憲法，該法案確立了由39個州組成的德意志邦聯，該邦聯前身是奧地利皇帝的統治下、由360個邦國組成的神聖羅馬帝國。該法案於1815年6月8日生效。

## 歷史

### 起因
1814 年春天，反對拿破崙·波拿巴的聯盟的大國同意，根據 1814 年 5 月 30 日的第一個巴黎和平條約第 6 條，德國將來應該是一個國家聯盟。但是，最初的談判失敗了由於巴伐利亞和符騰堡州嚴格的特殊主義。在維也納會議上關於德國未來形態的談判陷入僵局，只有拿破崙的暫時回歸導致了這一結果。普魯士和奧地利 就同盟概念達成一致，梅特涅於 1815 年 5 月 23 日將其提交給德意志各州議會。

### 告別
1815 年 6 月 2 日的修訂草案於 1815 年 6 月 8 日以多數票通過，符騰堡州和巴登州沒有參加，巴伐利亞州和薩克森州沒有投票，成為聯邦法案。然而，薩克森於 6 月 6 日加入，巴伐利亞於 6 月 8 日加入，因此聯邦法案可以在當天通過並簽署。緊隨其後的是巴登 (Baden) 於 7 月 26 日和符騰堡 (Württemberg) 於 1815 年 9 月 1 日。這項德國聯邦法案是 1815 年 6 月 9 日簽署的維也納國會法案的一部分。維也納會議的簽署國——除了德國列強奧地利和普魯士，即英國、法國、瑞典、葡萄牙、西班牙和俄羅斯——因此成為德意志聯邦的擔保國。

### 1848年革命
由於三月革命，國民議會於 1848 年 5 月 18 日在法蘭克福的聖保羅教堂開幕，這是第一個全德意志議會。代表們應該通過起草帝國憲法為統一、自由的德國奠定基礎。根據6 月 28 日關於為德國引入臨時中央權力機構的帝國法，國民議會成立了一個臨時政府，即臨時中央權力機構。聯邦議院在 7 月 12 日做出了決定將其權力移交給中央當局並停止其活動。聯邦法在此事實上無效，但在 1848 年革命被鎮壓和普魯士-奧地利發生激烈爭端（1850 年秋季危機）後再次生效。

### 分裂及縮減為北德
德意志邦聯以 1866 年的德國戰爭告終。通過1866 年 7 月 26 日尼科爾斯堡初步和平的第二條，奧地利皇帝明確承認邦聯的解散。1866 年 8 月 23 日的布拉格和平條約在第四條中確認了這種法律上的解散。聯邦議會於1866 年 8 月 24 日在奧格斯堡舉行了最後一屆會議，有七名全權代表參加。因此，德國聯邦法也失去了效力。

## 外部連結
- 德語原文 （页面存档备份，存于） （德語）